# Гідрогеологічний розріз

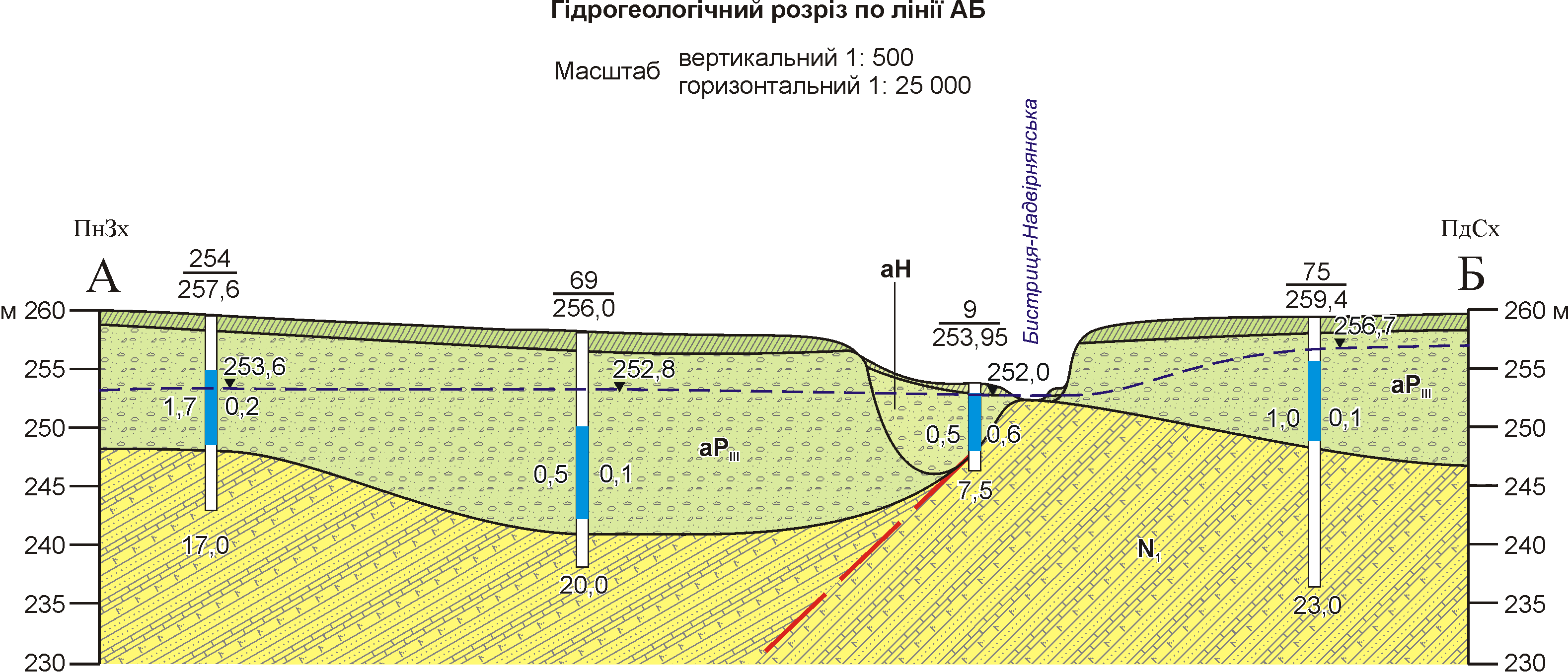
Гідрогеологічний розріз заплави Бистриці-Надвірнянської біля Івано-Франківська

Гідрогеологічний розріз (гідрологічний профіль) (рос. гидрологический разрез (гидрологический профиль); англ. hydrogeologic section, нім. hydrogeologisches Querprofil n) — графічне зображення у вертикальному розрізі гідрогеол. структури водоносних горизонтів і водотривких пластів з показом рівнів і напорів підземних вод, їх хім. і газового складу, фільтрац. властивостей гірських порід, дебітів свердловин. Як правило, Г.р. поєднується з геологічним розрізом і є складовою частиною плану розвитку гірн. робіт на обводнених шахтах або кар'єрах. Для Г.р. використовуються дані геологічного опробування.